# Max Knecht (Politiker)
Max Knecht (* 23. August 1929 in Schneisingen; † 28. Dezember 2016 ebenda) war ein Schweizer Politiker (CVP), Anwalt und Notar. Er war der erste Präsident des Wettinger Einwohnerrats und im Jahre 1973 Grossratspräsident.

## Politik
Bei der Einführung des Einwohnerrats im Jahre 1966 wurde Max Knecht zum ersten Präsidenten des Rates gewählt. Bereits ein Jahr vorher, 1965 wurde er in den Grossen Rat des Kantons Aargau gewählt, den er 1973 präsidierte und somit höchster Aargauer war. Aufgrund des Grossratspräsidiums trat er aus dem Einwohnerrat zurück, im Grossen Rat blieb er bis 1985. Als Nachfolger von Tito Tettamanti war er auch Präsident der Jungkonservativen Schweiz.

## Leben
Max Knecht besuchte die Bezirksschule in Endingen und das Gymnasium in Stans. Danach studierte er Jura in Freiburg im Üechtland, Paris und Zürich. 1955  heiratete er Elsbeth Luternauer, mit der er drei Söhne hatte. Im selben Jahr eröffnete er eine Anwalts- und Notariatsbüro in Döttingen, das er 1958 nach Wettingen verlegte, da er dort die Kanzlei von  Alfons Sinniger übernehmen konnte, der zum Wettinger Gemeindeammann gewählt worden war. Nach seiner aktiven politischen Karriere erstellte Knecht Wahlprognosen, die er auf seiner Homepage veröffentlichte und die von der Aargauer Zeitung/vom Badener Tagblatt jeweils veröffentlicht wurden.